# Верх-Таштып
Верх-Таштып (хак. верх — «Чоғархы», «тас» — камень, «тып» — дно) — посёлок сельского типа в Таштыпском районе. Расстояние до райцентра — с. Таштып — 40 км. Посёлок расположен в северной части Таштыпского района, в предгорьях Абаканского хребта. Высоты достигают 1000 и более метров над уровнем моря. С районным и республиканскими центрами поселок связан автомобильной дорогой. Ближайшая ж.-д. станция — в 65 км.
Население — 600 человек, в том числе хакасы — 71,9 %, русские — 27,2 % и др. (на 01.01.2004).
Строительство поселка связано с открытием Верх-Таштыпского лесопункта в марте 1953 для обеспечения деловой древесиной Верх-Таштыпского леспромхоза. В поселке имеется одна средняя школа (открыта в 1945).

## Население
| 2002 | 2010 |
| ---- | ---- |
| 526  | ↗533 |